# Acura TL

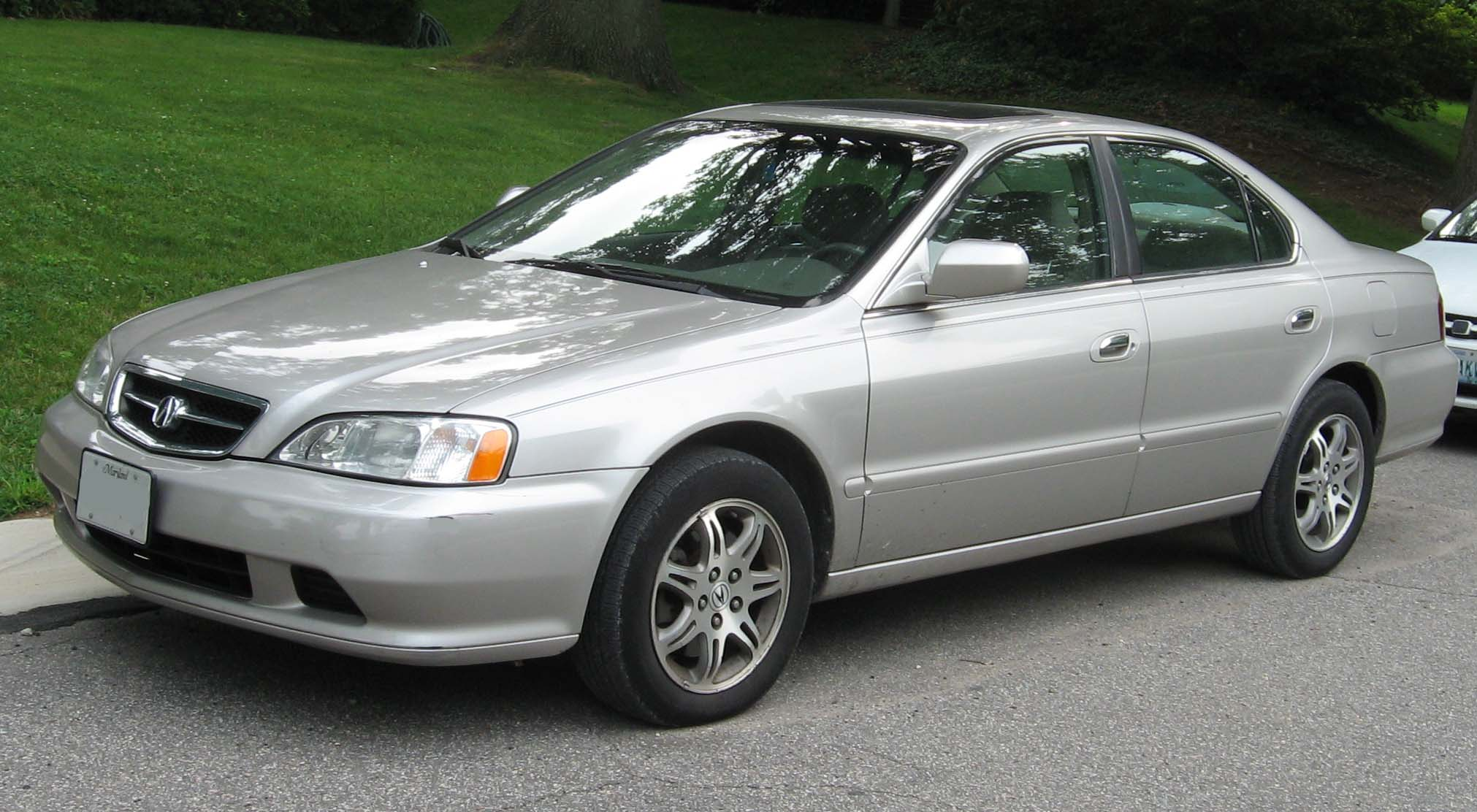
'99-'01 Acura TL

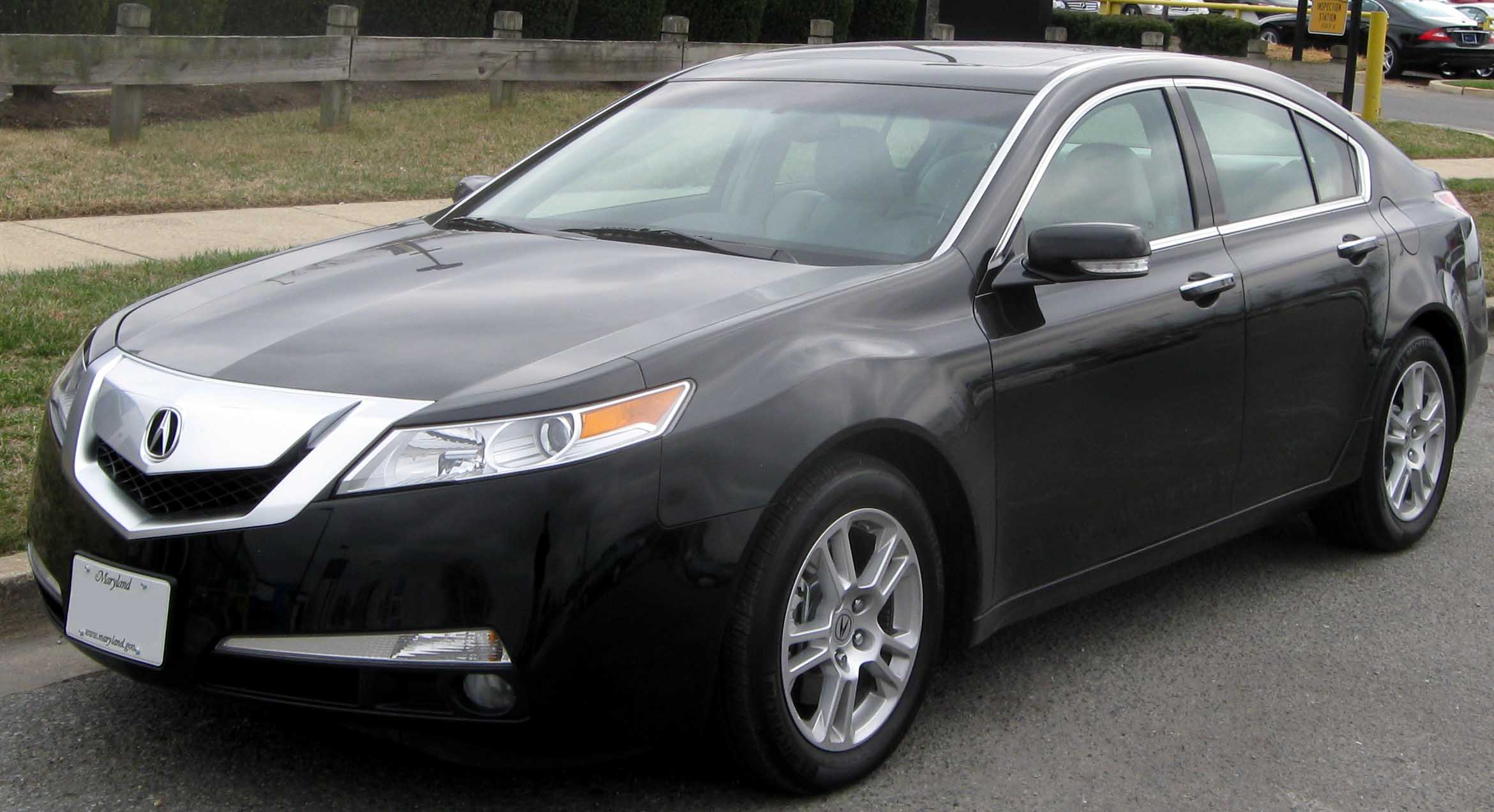
'09 Acura TL

Acura TL – samochód osobowy klasy średniej-wyższej produkowany przez japońską firmę Acura od roku 1996. Dostępny jako 4-drzwiowy sedan. Następca modelu Vigor. Do napędu używano silników R5 i V6. Moc przenoszona jest na oś przednią poprzez automatyczną lub manualną skrzynię biegów. Jest to najlepiej sprzedający się model Acury, w segmencie luksusowych sedanów na rynku północnoamerykańskim ustępuje miejsca jedynie BMW serii 3.
Pierwsza generacja modelu TL produkowana była w latach 1996–1998. Był to 4-drzwiowy hardtop sedan klasyfikowany w segmencie E. Do napędu używano silników o mocy 178-203 KM (131-149 kW).
TL drugiej generacji powstawał w latach 1999–2003, wciąż był to 4-drzwiowy sedan z segmentu E. Do napędu służył silnik V6 3.2 o mocy 228-264 KM (168-194 kW).
Trzecia generacja modelu produkowana była w latach 2004–2008. Do napędu wciąż służył silnik V6 3.2, moc wynosiła 262-290 KM (193-213 kW).
TL czwartej generacji produkowany jest od 2009 roku, w 2011 przeprowadzono facelifting (na rocznik 2012). Do napędu służą silniki V6 3.5 lub 3.7, moc wynosi od 284 do 309 KM (209-228 kW).

## Dane techniczne ('01 TL)
Źródło

### Silnik
- V6 3,2 l (3210 cm³), 4 zawory na cylinder, SOHC
- Układ zasilania: wtrysk
- Średnica cylindra × skok tłoka: 89,00 mm × 86,00 mm
- Stopień sprężania: 9,8:1
- Moc maksymalna: 228 KM (168 kW) przy 5600 obr./min
- Maksymalny moment obrotowy: 293 N•m przy 4700 obr./min

### Osiągi
- Przyspieszenie 0-100 km/h: 7,2 s
- Przyspieszenie 0–160 km/h: 18,4 s
- Czas przejazdu pierwszych 400 m: 15,5 s
- Prędkość maksymalna: 209 km/h

## Dane techniczne ('01 TL Type S)
Źródło:

### Silnik
- V6 3,2 l (3210 cm³), 4 zawory na cylinder, SOHC
- Układ zasilania: wtrysk
- Średnica cylindra × skok tłoka: 89,00 mm × 86,00 mm
- Stopień sprężania: 10,5:1
- Moc maksymalna: 264 KM (194 kW) przy 6100 obr./min
- Maksymalny moment obrotowy: 315 N•m przy 3500 obr./min

### Osiągi
- Przyspieszenie 0-100 km/h: 7,0 s
- Przyspieszenie 0–160 km/h: 17,6 s
- Czas przejazdu pierwszych 400 m: 15,3 s
- Prędkość maksymalna: 241 km/h